# Las Vegas Strip Circuit

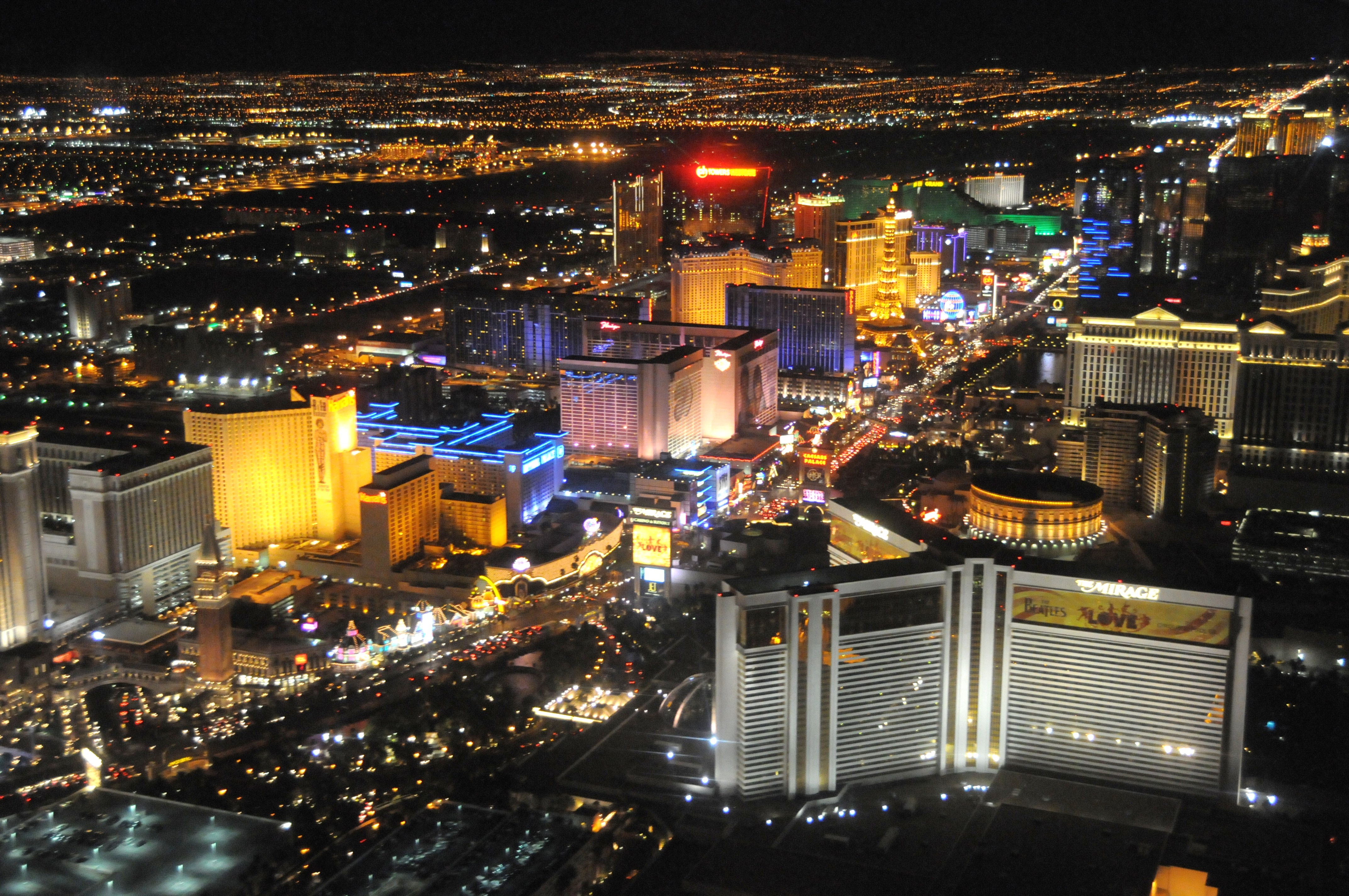
A Strip este

A Las Vegas Strip Circuit utcai versenypálya az Egyesült Államokban, Nevada államban, Las Vegas városában, amely Las Vegas-i nagydíj néven debütált a Formula–1 2023-as szezonjában. A pálya a Las Vegas Strip körül helyezkedik el, hossza 6,201 km, benne 17 kanyarral és egy 1,9 km hosszú egyenessel. Az itt rendezett verseny 50 körös (306 km). Az itt megrendezett futamokat éjszakai körülmények között bonyolítják le, mesterséges fényviszonyokkal.